# 布朗伍德 (喬治亞州)
布朗伍德（英語：Bronwood）是一個位於美國喬治亞州特勒爾縣的城鎮。

## 地理
布朗伍德的座標為31°49′51″N 84°21′50″W / 31.83083°N 84.36389°W，而該地的平均海拔高度為112米（即367英尺）。

## 人口
根據2010年美國人口普查的數據，布朗伍德的面積為2.20平方千米，當中陸地面積為2.20平方千米，而水域面積為0.00平方千米。當地共有人口225人，而人口密度為每平方千米102人。